# Kvarntjärnen (Kroppa socken, Värmland)
Kvarntjärnen är en sjö i Filipstads kommun i Värmland och ingår i Göta älvs huvudavrinningsområde.